# Etiopien i olympiska sommarspelen 1980
Etiopien deltog i de olympiska sommarspelen 1980 med en trupp bestående av 41 deltagare, 39 män och två kvinnor, vilka deltog i 26 tävlingar i tre sporter. Landet slutade på sjuttonde plats i medaljligan, med två guldmedaljer och fyra medaljer totalt.

## Medaljer

### Guld
- Miruts Yifter - Friidrott, 5 000 meter
- Miruts Yifter - Friidrott, 10 000 meter

### Brons
- Mohamed Kedir - Friidrott, 10 000 meter
- Eshetu Tura - Friidrott, 3 000 meter hinder

## Boxning
Lätt flugvikt
- Beruk Asfaw
  - Första omgången — Förlorade mot Antti Juntumaa (Finland) efter knock-out i första omgången

Flugvikt
- Hassen Sherif
  - Första omgången — Besegrade Aguibou Barry (Guinea) efter diskvalificering i andra omgången
  - Andra omgången — Förlorade mot Petar Lesov (Bulgarien) på poäng (0-5)

Bantamvikt
- Ayele Mohammed
  - Första omgången — Bye
  - Andra omgången — Besegrade Ahmad Nesar (Afghanistan) on points (5-0)
  - Tredje omgången — Förlorade mot Juan Hernández (Kuba) efter att domaren stoppade tävlingen i andra omgången

Fjädervikt
- Leoul Nearaio
  - Första omgången — Bye
  - Andra omgången — Besegrade Ramy Zialor (Seychellellerna) på poäng (3-2)
  - Tredje omgången — Förlorade mot Sidnei Dalrovere (Brasilien) på poäng (0-5)

Lättvikt
- Tadesse Haile
  - Första omgången — Förlorade mot Florian Livadaru (Rumänien) efter diskvalificering i tredje omgången

Lätt weltervikt
- Ebrahim Saide
  - Första omgången — Förlorade mot José Angel Molina (Puerto Rico) på poäng (0-5)

## Cykling
Herrarnas linjelopp
- Zeragaber Gebrehiwot
- Jemal Rogora
- Tilahun Woldesenbet
- Musse Yohannes

Herrarnas lagtempolopp
- Haile Micael Kedir
- Ayele Mekonnen
- Tadesse Mekonnen
- Tilahun Alemayehu

## Friidrott
Herrarnas 100 meter
- Besha Tuffa
  - Heat — 11,55 (→ gick inte vidare)

Herrarnas 200 meter
- Besha Tuffa
  - Heat — 23,18 (→ gick inte vidare)

Herrarnas 800 meter
- Abebe Zerihun
  - Heat — 1:50,3 (→ gick inte vidare)

- Nigusse Bekele
  - Heat — 1:51,1 (→ gick inte vidare)

- Atre Bezabeh
  - Heat — 1:52,7 (→ gick inte vidare)

Herrarnas 1 500 meter
- Kassa Balcha
  - Heat — 3:43,1 (→ gick inte vidare)

- Haile Zeru
  - Heat — 3:45,7 (→ gick inte vidare)

- Nigusse Bekele
  - Heat — 3:45,8 (→ gick inte vidare)

Herrarnas 5 000 meter
- Miruts Yifter
  - Heat — 13:44,4
  - Semifinal — 13:40,0
  - Final — 13:21,0 (→  Guld)

- Yohannes Mohamed
  - Heat — 13:45,8
  - Semifinal — 13:39,4
  - Final — 13:28,4 (→ 10:e plats)

- Mohamed Kedir
  - Heat — 13:42,7
  - Semifinal — 13:28,6
  - Final — 13:34,2 (→ 12:e plats)

Herrarnas 10 000 meter
- Miruts Yifter
  - Heat — 28:41,7
  - Final — 27:42,7 (→  Guld)

- Mohamed Kedir
  - Heat — 28:16,4
  - Final — 27:44,7 (→  Brons)

- Tolossa Kotu
  - Heat — 28:55,3
  - Final — 27:46,5 (→ 4:e plats)

Herrarnas maraton
- Dereje Nedi
  - Final — 2:12:44 (→ 7:e plats)

- Mmelaku Deddubge
  - Final — 2:18:40 (→ 24:e plats)

- Kebede Balcha
  - Final — fullföljde inte (→ ingen placering)

Herrarnas 4 x 400 meter stafett
- Besha Tuffa, Kumela Fituma, Asfaw Deble, and Atre Bezabeh
  - Heat — 3:18,2 (→ gick inte vidare)

Herrarnas 3 000 meter hinder
- Eshetu Tura
  - Heat — 8:23,8
  - Semifinal — 8:16,2
  - Final — 8:13,6 (→  Brons)

- Hailu Wolde-Tsadik
  - Heat — 8:41,0
  - Semifinal — 8:35,0 (→ gick inte vidare)

- Girma Wolde-Hana
  - Heat — 8:54,6 (→ gick inte vidare)

Herrarnas längdhopp
- Abebe Gessese
  - Kval — 6,66 m (→ gick inte vidare)

Herrarnas tresteg
- Yadessa Kuma
  - Kval — 13,60 m (→ gick inte vidare)

Herrarnas spjutkastning
- Milkessa Chalchisa
  - Kval — 51,04 m (→ gick inte vidare, 18:e plats)

Herrarnas 20 km gång
- Tekeste Mitiku
  - Final — 1:45:45,7 (→ 23:e plats)

Damernas 800 meter
- Fantaye Sirak
  - Heat — 2:08,7 (→ gick inte vidare)

Damernas 1 500 meter
- Amsale Woldegibriel
  - Heat — 4:25,3 (→ gick inte vidare)